# Ainhoa Nadia Douhaibi
Ainhoa Nadia Douhaibi Arrazola (Oñati, 1983) és educadora social, investigadora i escriptora. Amb el seu treball aborda temes de racisme i islamofòbia.

## Biografia
Fa anys que és educador social i mediador cultural, i ha estat activista contra el racisme als col·lectius Tanquem els CIEs, l'Assemblea Antiracista de Barcelona i Stop Deportacions. També és professora visitant a la Universitat Oberta de Catalunya. El 2014, va participar en el llibre Dejadnos crecer. Menores migrantes bajo tutela institucional, en el qual relata la seva experiència en el capítol que va escriure. De fet, va treballar durant dos anys en un servei d'acollida de nens immigrants a Barcelona. El 2019, juntament amb Salma Amazian, va escriure el llibre La radicalización del racismo. Islamofobia de Estado y prevención antiterrorista.

## Publicacions

#### Llibres
- La radicalización del racismo. Islamofobia de Estado y prevención antiterrorista (Cambalache, 2019).[6]

#### Capítols de llibre
- "Lo que no tendría que volver a pasar. El dispositivo nocturno de primera acogida para menores no acompañados en Cataluña" (Virus, 2014)[1]

#### Articles de periodisme
- La Audiencia Nacional y los derechos de los presos musulmanes en las cárceles españolas. A propósito de la prohibición de un libro (El Salto, 2021).[7]
- Deportar o linchar a menores: la falsa paradoja del racismo (El Salto, 2019).[8]
- THUG LIFE: The Hate U Give Little Infants Fucks Everyone (El Salto, 2019).[9]

- La ciutat contra els infants rebels (Directa, 2019).[10]
- No beure Coca-Cola, no celebrar Sant Jordi o esborrar-se els tatuatges són indicadors de "daricalització islamista", segons els mossos (Directa, 2018).[11]
- L’aparel ideológic d´un model "islamófob" (Directa, 2018).[12]